# المقيبرة (السبرة)

تعديل مصدري - تعديل

المقيبرة هي إحدى قرى عزلة التربة بمديرية السبرة التابعة لمحافظة إب، بلغ تعداد سكانها 328 نسمة حسب تعداد اليمن لعام 2004.